# Aphodius serotinus
Aphodius serotinus (лат.) — вид пластинчатоусых жуков из подсемейства афодиин. Распространён от востока Центральной Европы восточнее через Прибалтику, Европейскую часть России, Балканский полуостров, Казахстан и Сибирь до Маньчжурии.
Имаго длиной 3,8—4,5 мм. Туманное тёмное пятно занимает занимает среднюю часть каждого надкрылья.